# Calamotropha arachnophagus
Calamotropha arachnophagus là một loài bướm đêm trong họ Crambidae.